# Radardetektor

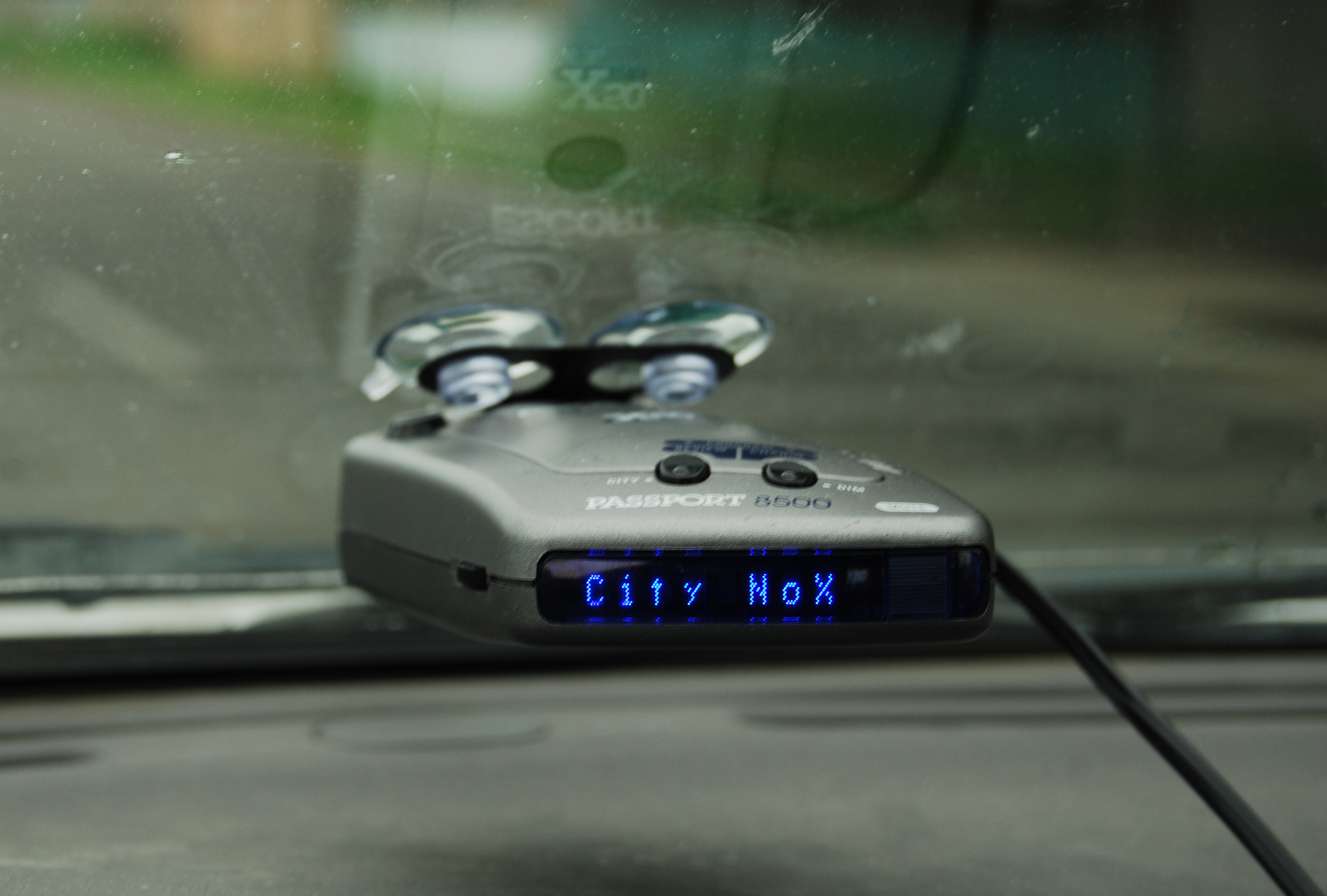
Escort Passport 8500 radardetektor

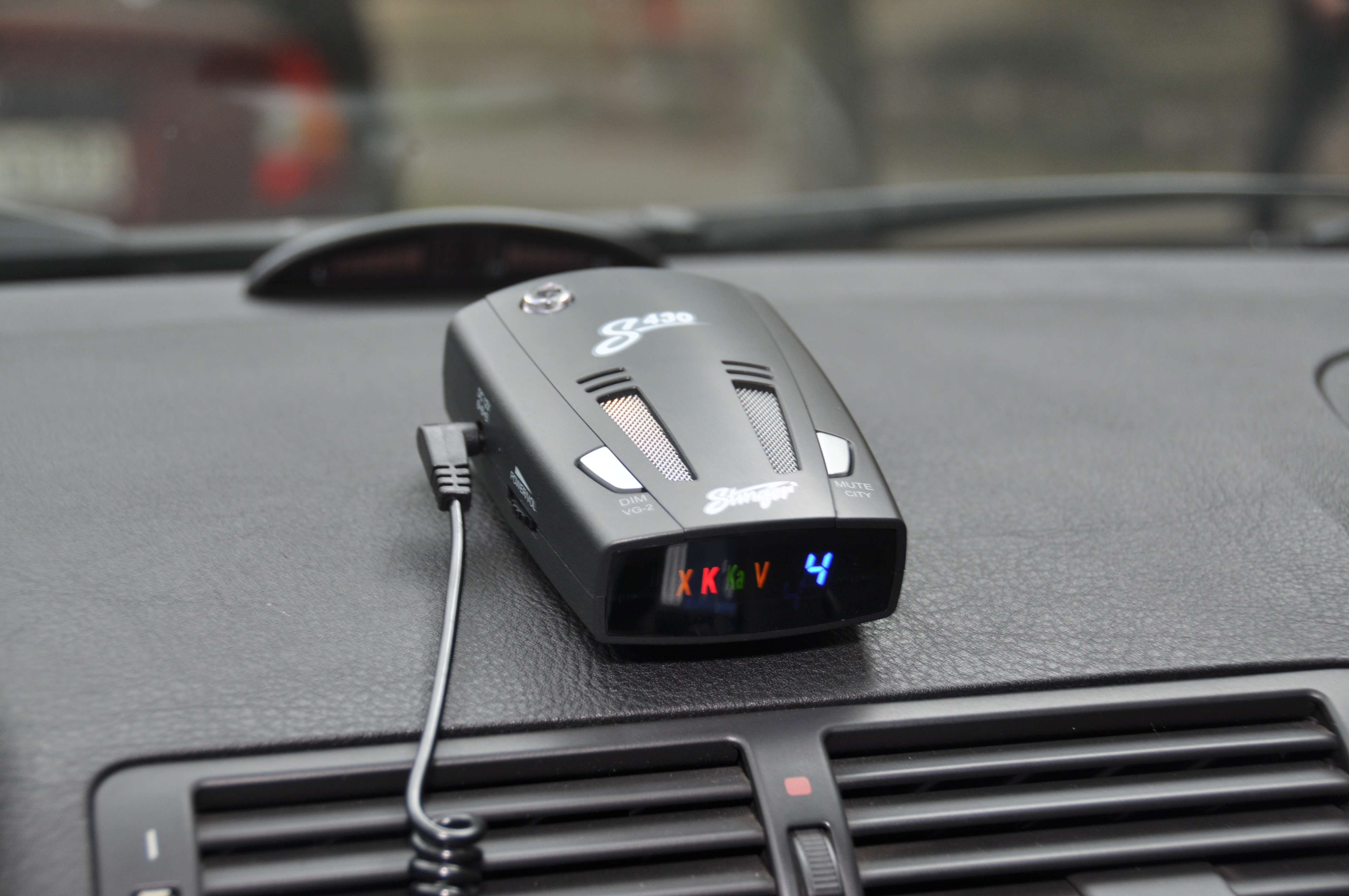
Stinger S-430 radardetektor

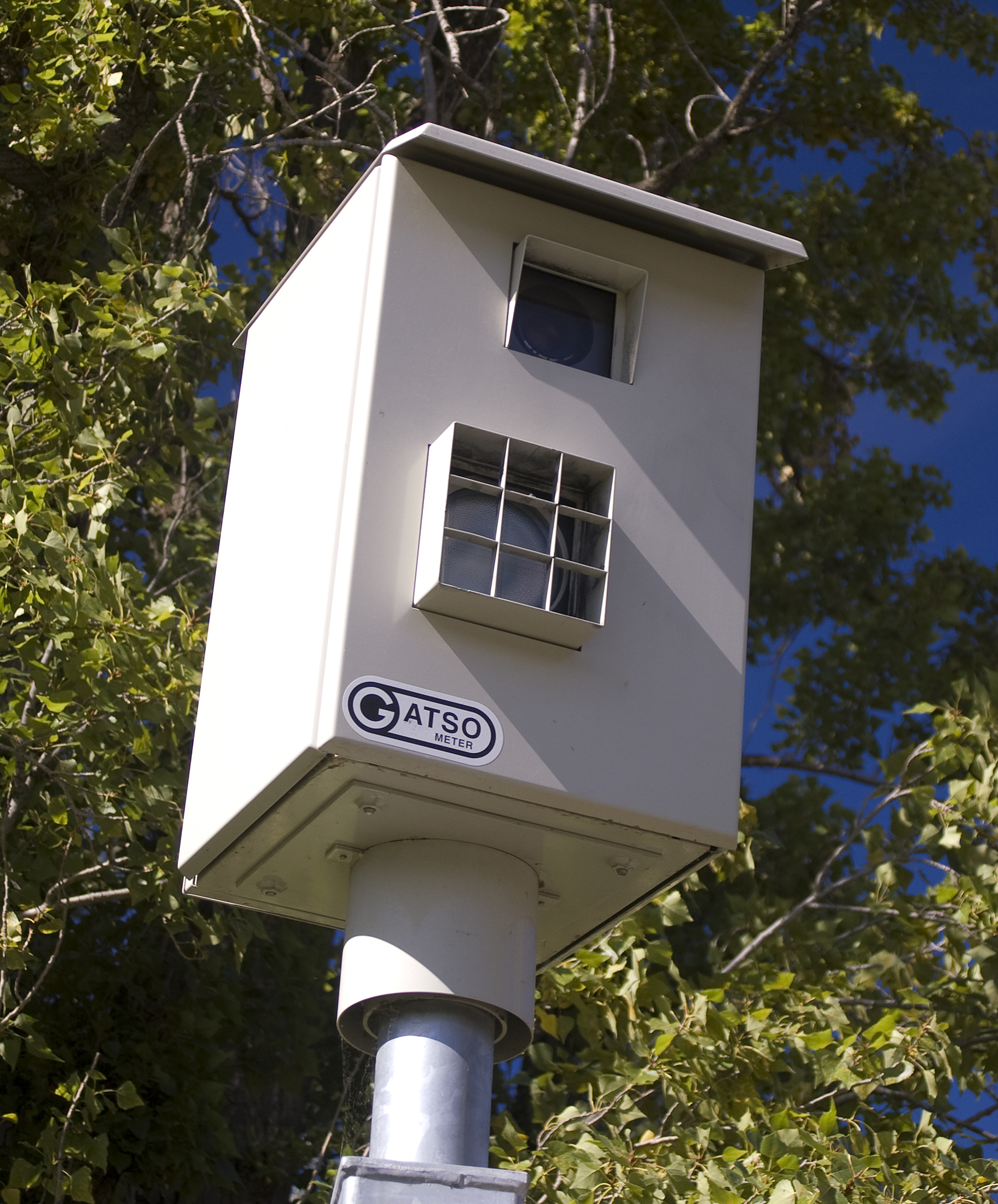
Fix telepítésű radaros sebességmérő

A radardetektor célja a sebességtúllépés miatti büntetés megelőzése. Radarhullámok észlelésekor a műszer hang- és fényjelzést ad a sofőrnek, így az le tud lassítani. Az észlelési távolság típusonként eltérő, de a reakcióidőn is sok múlik. Hátránya, hogy radarhullámokat nem csak a radaros sebességmérő bocsát ki, hanem más ilyen elven működő berendezések (pl. automata ajtók) is. Radardetektor birtoklása Magyarországon legális, de külföldön nem minden országban engedélyezik.

## Jellemzése
A járművek sebességét a rendőrség radaros illetve lézeres elven működő műszerek (ismertebb nevén traffipax) segítségével méri. A radardetektor ezek alkalmazását érzékeli, majd hang és fényjelzéssel jelzi a sofőrnek, hogy a sebességet szükség esetén időben korrigálni lehessen. Az egyszerűbb készülékek LED-del, illetve ikonos kijelzővel rendelkeznek, a fejlett radardetektoroknak pedig szöveges kijelzőjük van az üzemmódok, frekvenciák illetve a jelerősség kijelzésére.
Alapvetően kétféle radardetektor létezik. A mobil készülékeket a szélvédő mögötti használatra tervezték, jellemzően a szivargyújtóból kapják az áramot, és egyszerűen át lehet velük ülni egyik autóból a másikba. A beépített radardetektorok két részből állnak: a motortérben található érzékelőből és az utastérben lévő kijelzőből. A beépített detektorok előnye, hogy fémgőzölt hővédő üvegű autókban is használhatók, valamint kívülről nem láthatóak – ami külföldi használat esetén lehet előnyös, mert a radardetektorok használata Magyarországon nem tiltott, de több országban büntetnek érte.

## Működése
Magyarországon háromféle radar elvű sebességmérőt használtak, és ezek különböző frekvenciákon működtek. A legrégebbi ilyen műszerek (Traffipax Microspeed) a Ku-sávon dolgoztak, ezt a frekvenciasávot a 13,45 GHz-es középfrekvencia jellemzi. A másik itthon elterjedt típus a Traffipax Speedophot, amely a K-sávon (24,125 GHz) működik. A svájci gyártmányú Multanova és az újabb cseh gyártmányú Ramet radarok a Ka-sávon, 34,3 GHz-en dolgoznak. Mivel az autókba beépített radarok maximum 45 m-re tudnak értékelhetően mérni, ezért ahhoz, hogy még legyen lehetőségünk a sebesség csökkentésére, a radardetektor minimum 100 m-rel kell előre jelezze a mérést.
Világszerte 4 professzionális radardetektor-gyártó van, ezek a kanadai BEL (Beltronics), az amerikai Escort és ValentineOne, valamint a 35 éve radardetektorokat készítő Whistler. A radardetektorok túlnyomó többsége az amerikai piacra készül. Az USA-ban sokkal erősebb radarokat használnak, mint Európában – messzebbre is mérnek, viszont jóval könnyebb detektálni őket, tehát ott egy olcsóbb készülék is megfelelően használható. A kisebb adóteljesítményű európai radarok (különösen a minimális adóteljesítményű Multanova) időben történő észleléséhez nagyobb érzékenységű detektorra van szükség, illetve Európában részben mások a radarfrekvenciák és komolyabb zavarszűrés is szükséges ahhoz, hogy hatékonyan lehessen használni a készüléket.
A radardetektorokat általában el szokták látni lézerérzékelővel is, amely az infravörös fényimpulzus elvű lézeres sebességmérésre figyelmeztet. Ilyen passzív eszközökkel azonban a lézeres sebességmérés előrejelzése kétesélyes, mivel a jelzés pillanatában már bemérték az autót. A közvetlen lézeres bemérés ellen csak egy minőségi lézerblokkoló nyújthatna megfelelő védelmet. A 175/2003 (X.28.) Korm. rendelet hatályba lépése után a radardetektor és a lézerblokkoló nem tartozik a közbiztonságra különösen veszélyes eszközök kategóriájába.
A lézeres eszközök megjelenése kezdi visszaszorítani hazánkban a radaros műszereket. Napjainkig rengeteg radaros sebességmérőt selejteztek le, és helyettük lézeres eszközök álltak szolgálatba.

## Tévhit
Tévhit, hogy egy radardetektorral minden büntetést meg lehet úszni.
- A reakcióidőn sok múlik. Nem mindegy, hogy az észlelés és a bemérés között mennyi idő telt el és mekkora sebességgel haladtunk. (Például autópályán a 100 méteres távolság nem is sok, és mire jelez, lehet, hogy már rég elhaladtunk a sebességmérő mellett.)
- A lézereket nem lehet előrejelezni. A radarhullámok szóródnak, de a lézernyaláb nem mindig törik meg úgy, hogy eléri a szélvédőre rakott detektort. Távoli lézeres mérés esetén pedig általában a jelzés pillanatában már be van mérve az autó, így hiába jelez a műszerünk. (A radardetektort a radarok ellen találták fel, ám Magyarországon jelenleg több a lézeres mérőműszer, mint a radaros.)